# Orthetrum angustiventre
Orthetrum angustiventre är en trollsländeart som först beskrevs av Jules Pièrre Rambur 1842.  Orthetrum angustiventre ingår i släktet Orthetrum och familjen segeltrollsländor. IUCN kategoriserar arten globalt som livskraftig. Inga underarter finns listade i Catalogue of Life.